# Sveriges Riksbank
Sveriges riksbank (Rijksbank van Zweden) is de centrale bank van Zweden en wordt soms simpelweg de Bank van Zweden genoemd. Hij is in 1668 opgericht door de Zweedse Rijksdag als opvolger van de door 
Johan Palmstruch gestichte Bank van Stockholm. 
Ze staat bekend als 's werelds oudste centrale bank.
Na zijn driehonderdjarig bestaan in 1968 begon de bank elk jaar een Prijs van de Zweedse Rijksbank voor economie uit te loven. De prijs wordt samen met de andere Nobelprijzen elk jaar op 10 december op een ceremonie in Stockholm uitgereikt. De centrale bank is lid van het Europees Stelsel van Centrale Banken.